# Вентиляторний завод «Горизонт»
Вентиляторний завод «Горизонт» — провідний виробник промислових вентиляторів в Україні.

## Історія
1972 року Гадяцький промкомбінат, який виготовляв вироби сільськогосподарського та побутового призначення, розпочав виробництво промислових вентиляторів, що стало вагомим  аргументом для проведення реорганізації підприємства, переведення його на нові  науково-місткі технології. Перша партія налічувала близько сотні вентиляторів Ц 4-70 № 6,3, які довгий час були основним продуктом на виробництві. Цей рік можна вважати початком історії Вентиляторного заводу «Горизонт».
Сьогодні завод вважається одним із найбільших підприємств міста Гадяч.

## Розташування
Знаходиться в центрі міста Гадяч на вулиці Чапаєва, 15.

## Продукція
- вентилятори радіальні (відцентрові) низького тиску ВР 88-72.1 (аналог ВЦ 4-75; ВР-80-75.1; ВР-86-77)
- вентилятори радіальні (відцентрові) середнього тиску ВР 287-46 (аналог ВЦ 14-46; ВР 15-45; ВР 300-45)
- вентилятори радіальні пилові ВРП
- вентилятори осьові ВО 6-300 (аналог ВО 12-300)
- димососи Д-3,5М (М — модернізований)
- вентилятори дахові радіальні ВКР (аналог ВДР)

## Досягнення
За підсумками роботи 2015 року, Союзом Національних бізнес-рейтингів, на підставі загальнодержавного фінансово-економічного аналізу діяльності підприємств  України, Вентиляторний завод «Горизонт» отримав звання Лідер галузі 2015 серед виробників промислового холодильного та вентиляційного устаткування (КВЕД 28.25).